# チョン・ジェヒ
チョン・ジェヒ（천재희, Jae hee Cheon, 1986年5月29日 - ）は、大韓民国のキックボクサー。男性。プサン テサン・ジム所属。

## 来歴
2008年6月15日、日本初登場となったマーシャルアーツ日本キックボクシング連盟のWMAF世界フェザー級王座決定戦で駿太と対戦し、判定負けで王座獲得ならず。この試合でのリングネーム表記はチュン・ジェ・ヒュイであった。
2009年7月13日、K-1 WORLD MAX 2009 FINAL8で山本"KID"徳郁と対戦し、左フックで失神KO勝ち。
2009年10月26日、K-1 WORLD MAX 2009 FINALで渡辺一久と対戦し、判定勝ち。
2010年5月2日、K-1 WORLD MAX 2010 〜-63kg Japan Tournament 1st Round〜のメインイベントで上松大輔と対戦し、左フックでKO負け。

## 戦績
| 勝敗 | 対戦相手           | 試合結果                   | 大会名 | 開催年月日     |
| ×    | 上松大輔           | 1R 1:09 KO（左フック）     | K-1 WORLD MAX 2010 〜-63kg Japan Tournament 1st Round〜 【1回戦】                                                                                               | 2010年5月2日   |
| ○    | 渡辺一久           | 3R終了 判定2-1             | K-1 WORLD MAX 2009 World Championship Tournament FINAL 【スーパーファイト】                                                                                     | 2009年10月26日 |
| ○    | キム・テファン     | 3R終了 判定3-0             | K-1 WORLD GP 2009 IN SEOUL -ASIA GP- 【スーパーファイト】 | 2009年8月2日   |
| ○    | 山本"KID"徳郁      | 1R 1:20 KO（左フック）     | K-1 WORLD MAX 2009 World Championship Tournament FINAL8 | 2009年7月13日  |
| ×    | 駿太               | 5R終了 判定0-3             | マーシャルアーツ日本キックボクシング連盟 「BREAK THROUGH-4 〜突破口 KICKGUTS 2008〜 梶原一騎22回忌追悼記念・第11回梶原一騎杯」 【WMAF世界フェザー級王座決定戦】 | 2008年6月15日  |
| ×    | Najmeddin Al Hadad | 3R 1:51 KO（右ストレート） | K-1 FIGHTING NETWORK KHAN 2007 〜世界対抗戦〜 | 2007年7月21日  |

## 獲得タイトル
- 韓国ムエタイジュニアライト級王座